# Manatí (ort i Kuba)
Manatí är en ort i Kuba.   Den ligger i provinsen Las Tunas, i den östra delen av landet, 600 km öster om huvudstaden Havanna. Manatí ligger 11 meter över havet och antalet invånare är 13 278.
Terrängen runt Manatí är mycket platt. Runt Manatí är det ganska tätbefolkat, med 70 invånare per kvadratkilometer. Det finns inga andra samhällen i närheten. I omgivningarna runt Manatí växer huvudsakligen savannskog.